# Мурованець (Куявсько-Поморське воєводство)
Мурованець (пол. Murowaniec, нім. Mürnitz) — село в Польщі, у гміні Біле Блота Бидґозького повіту Куявсько-Поморського воєводства.
Населення — 1350 осіб (2011).
У 1975-1998 роках село належало до Бидгощського воєводства.

## Демографія
Демографічна структура станом на 31 березня 2011 року:
|          | Загалом | Допрацездатний вік | Працездатний вік | Постпрацездатний вік |
| -------- | ------- | ------------------ | ---------------- | -------------------- |
| Чоловіки | 664     | 181                | 452              | 31                   |
| Жінки    | 686     | 181                | 442              | 63                   |
| Разом    | 1350    | 362                | 894              | 94                   |